# John Lieswyn
John Lieswyn (né le 18 août 1968 à Pittsburgh) est un coureur cycliste américain.

## Biographie
Diplômé du college, John Lieswyn court durant trois saisons avec l'équipe des États-Unis en Allemagne, en France et en Italie. Il devient professionnel en 1993 dans l'équipe Coors Light. Il revient en Europe en 1995, où il remporte notamment une étape du Regio-Tour. De retour aux États-Unis, il remporte plus de 40 courses, dont le Nature Valley Grand Prix en 2002 et 2005. Il remporte le Tour de Beauce en 2003. Entre les saisons américaines, il court en Amérique du Sud et en Océanie, où il gagne le Tour de Southland en 2002 et 2004 en Nouvelle-Zélande, des étapes du Herald Sun Tour en Australie, la Copa América de Ciclismo en 2002 au Brésil, et la Prova Ciclística 9 de Julho en 2003 au Brésil également. Il participe avec l'équipe des États-Unis aux championnats du monde sur route de 2003 et 2005. Il met fin à sa carrière à l'issue de l'année 2005.

## Palmarès et classements mondiaux

### Palmarès
- 1989
  - Tour of the Gila
- 1991
  - 2e étape de l'International Cycling Classic
  - 3e du championnat des États-Unis sur route amateurs
- 1992
  - 8e étape de la Commonwealth Bank Classic
- 1995
  - 6e étape du Regio-Tour
- 1997
  - 4e étape de la Killington Stage Race
- 1998
  - 10ea étape du Herald Sun Tour
  - 2e de l'Athens Twilight Criterium
- 2000
  - 5e étape du Tour de Toona
  - 3ea étape du Herald Sun Tour
  - 3e du championnat des États-Unis sur route
  - 3e du Tour de Toona
- 2001
  - 9e étape de l'International Cycling Classic
  - 3e étape du Tour de la Willamette
  - 3e étape de la Fitchburg Longsjo Classic
  - 2e étape du Herald Sun Tour
  - 1re étape du Tour de Southland
  - 2e du Snake Alley Criterium
- 2002
  - Copa América de Ciclismo
  - Snake Alley Criterium
  - Nature Valley Grand Prix :
    - Classement général
    - 2e étape

  - 5e étape de la Cascade Classic
  - Gateway Cup :
    - Classement général
    - 2e, 3e et 4e étapes

  - Tour de Southland :
    - Classement général
    - 1re et 6e étapes

  - 2e de l'Historic Roswell Criterium
  - 3e de la Solano Bicycle Classic
- 2003
  - Prova Ciclística 9 de Julho
  - 3e étape de la Redlands Bicycle Classic
  - Tour de Beauce :
    - Classement général
    - 1re étape

  - 10e étape de l'International Cycling Classic
  - 2e étape du Tour of Kansas City
  - Gateway Cup
  - 3e étape du Tour de Sinaloa
  - 2e du Snake Alley Criterium
  - 2e du Tour de Sinaloa
  - 2e du Tour of Kansas City
  - 3e du Nature Valley Grand Prix
  - 3e de l'USA Cycling National Racing Calendar
- 2004
  - 5e étape du Nature Valley Grand Prix
  - 3e étape du Tour de Toona
  - Gateway Cup :
    - Classement général
    - 2e et 3e étapes

  - 1reb, 3e et 4e étapes du Tobago International
  - Tobago Cycling Classic
  - Tour de Southland :
    - Classement général
    - 1re étape du (contre-la-montre par équipes)

  - 2e du Tour de Toona
  - 3e du championnat des États-Unis du contre-la-montre
- 2005
  - Nature Valley Grand Prix :
    - Classement général
    - 2e étape

  - Carolina Cup
  - 1re étape du Tour of Southland (contre-la-montre par équipes)
  - 2e du Grand Prix de San Francisco

### Classements mondiaux
| Année            | 2006 |
| ---------------- | ---- |
| UCI Oceania Tour | 93e  |